# كأس النرويج 1940
كأس النرويج 1940 (بالنرويجية: Norgesmesterskapet i fotball for menn 1940)‏ هو الموسم 39 من كأس النرويج. أشرف على تنظيمه اتحاد النرويج لكرة القدم، وفاز فيه نادي فريدريكستاد.

## الجولات والتواريخ
الجولة الأولى: 4 أغسطس
الدور الثاني: 18 أغسطس
الجولة الثالثة: 1 سبتمبر
الجولة الرابعة: 8 سبتمبر
ربع النهائي: 22 سبتمبر
نصف النهائي: 6 أكتوبر
النهائي: 13 أكتوبر